# Міністерство юстиції Російської імперії
Міністерство юстиції Російської імперії — центральний орган державного управління системою суду і прокуратури Російської держави в 1802—1917 роках.

Утворено відповідно до маніфесту Олександра I від 8(20) вересня 1802, однак остаточний устрій визначено в 1811.